# BRIDGET
BRIDGET（ブリジット）は、1Singer/4Dancerの5人組み日本のダンス&ボーカルユニット。2001年名古屋で結成。SEAMOのバックダンサーとしても長年活動。エイベックス所属

## 概要
- 2001年ダンスチーム「BRIDGET（ブリジット）」を結成。地元名古屋のクラブシーンを中心に活動し、ダンスだけではなくCM・ファッション誌のモデル、映画「クローズZEROⅡ」に出演。
- SEAMOのバックダンサーとしても長年活動。
- 2010年にダンス・ボーカルユニットとしての活動を本格的にスタート。

## 略歴
- 2001年
  - YU&RYO・MASAら5人にて、ダンスチームとして「BRIDGET(ブリジット)」本格始動。
- 2006年
  - HAYATO(ダンサー)加入。リーダーとなる。
- 2010年
  - 草川瞬(シンガー)・BLADe(MC)加入。ダンスボーカルユニットとして本格始動。
- 2012年
  - 地元名古屋のプロフットサルチーム「名古屋オーシャンズ」のオフィシャルサポーターを務める。[3]
- 2013年
  - BLADe脱退。
  - HIROYUKI・田井中将希加入。
  - FM AICHI にてレギュラー番組「BRIDGET×アスナルトレジャー」のパーソナリティーを務める。[4]
- 2015年
  - 桂由美監修、全日本ブライダル協会推奨、恋人の聖地公式ウェディングソング「君だけ愛してる」をリリース。[5]
- 2016年
  - 5月7日のライブをもって、田井中将希が卒業[6]。

## 作品

### DVD
- One Piece Tour Final〜約束の場所〜(2014.07.05)

## 出演

### 映画
- クローズZERO II(2009)